# Makso Pirnik
Makso Pirnik, slovenski skladatelj, glasbeni pedagog, zborovodja in kritik, * 28. avgust 1902, Preloge pri Konjicah, sedaj Preloge, † 12. avgust 1993, Šempeter pri Gorici, (pokopan v Tolminu).
Po opravljeni osnovni šoli na Prihovi,  gimnaziji in učitelišču v Celju je bil učitelj v različnih krajih, med drugim na Prihovi in v Idriji na Gimnaziji Jurija Vege. Leta 1933 je diplomiral iz solopetja in kompozicije na državnem konzervatoriju v Ljubljani. Od leta 1937 do 1940 je poučeval na meščanski šoli na Rakeku, kjer je vzgojil znani mladinski zbor Miroslav Vilhar.
Med drugo svetovno vojno je bil v Beli krajini in na Primorskem, kjer je vodil pevske zbore, prirejal koncerte ter organiziral glasbene tečaje. Po letu 1945 je bil med drugim referent za glasbo na tržaškem radiu. Od leta 1947 je poučeval na učitelišču v Tolminu. Kot zborovodja je deloval tudi v zamejstvu, pisal je tudi glasbene kritike. 

## Dela

### Komorna dela
- Godalni kvartet (1936),
- Etuda za violino in klavir (1939),

### Vokalne skladbe
- Smrt v Brdih,
- Valovija v polju žita,
- Grem čez plan,
- Zazibalka,
- Otrok in domovina,
- Njega ni,
- Jesen,
- V čolnu,
- Naprej